# Jack Beresford
Jack Beresford (Chiswick, 1 de enero de 1899-Shiplake, 3 de diciembre de 1977) fue un deportista británico que compitió en remo.
Participó en cinco Juegos Olímpicos de Verano entre los años 1920 y 1936, obteniendo un total de cinco medallas: plata en Amberes 1920, oro en París 1924, plata en Ámsterdam 1928, oro en Los Ángeles 1932 y oro en Berlín 1936.

## Palmarés internacional
| Juegos Olímpicos | Juegos Olímpicos             | Juegos Olímpicos | Juegos Olímpicos   |
| Año              | Lugar                        | Medalla          | Prueba             |
| ---------------- | ---------------------------- | ---------------- | ------------------ |
| 1920             | Amberes (Bélgica)            | Medalla de plata | Scull individual   |
| 1924             | París (Francia)              | Medalla de oro   | Scull individual   |
| 1928             | Ámsterdam (Países Bajos)     | Medalla de plata | Ocho con timonel   |
| 1932             | Los Ángeles (Estados Unidos) | Medalla de oro   | Cuatro sin timonel |
| 1936             | Berlín (Alemania)            | Medalla de oro   | Doble scull        |